# Kandys

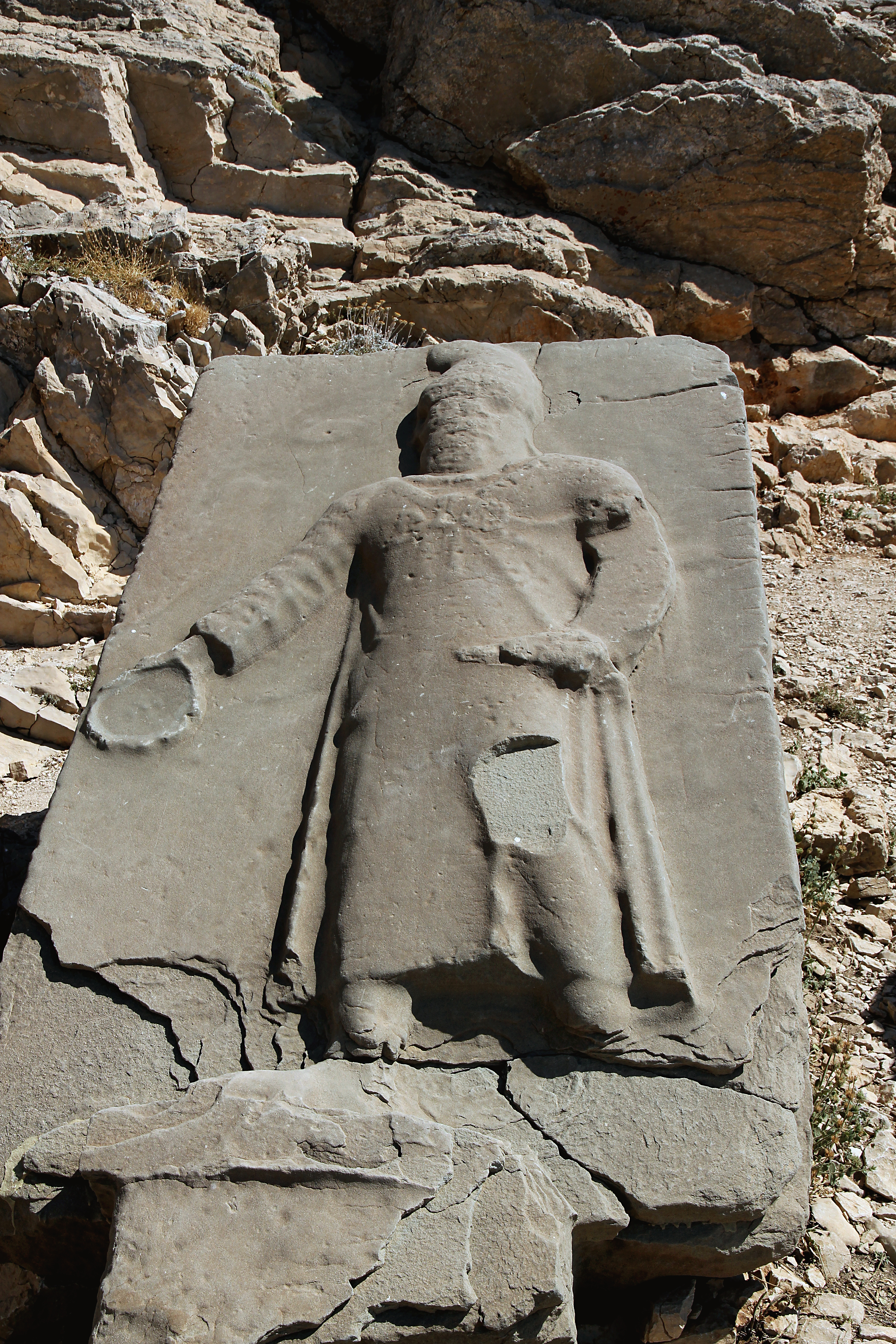
Dareios I. mit Kandys auf dem Nemrut Dağı

Kandys (altgriechisch κάνδυς, wahrscheinlich vom altpersischen *kandu- für Mantel oder *kantu- für bedecken) ist der griechische Name eines altpersischen oder medischen Kleidungsstückes.
Der Kandys war ein schwerer, knöchellanger Umhang mit V-förmigem Ausschnitt und langen Ärmeln. Er liegt über den Schultern und wird von geknoteten Bändern oder Broschen zusammengehalten. Er ist wahrscheinlich medischen Ursprungs und war in achämenidischer Zeit, sicher im 6. Jahrhundert v. Chr., als militärische Bekleidung in Gebrauch.
Die erste Erwähnung findet sich in Xenophons Anabasis als Oberbekleidung von hohen Offizieren Kyros des Jüngeren. Nach Carsten Binder war der königliche Kandys aus purpurnem Stoff (ἁλιπόρφϋρος κάνδυς), während der einfache Kandys aus Leder war. Zahlreiche Abbildungen eines Kandys finden sich unter anderem auf Reliefs in Persepolis, auf Tafeln und Statuetten aus dem Oxos-Schatz und auf Reliefs aus dem phrygischen Daskyleion. Die Monumentalstatuen in dem kommagenischen Hierothesion auf dem Nemrut Dağı und die dortigen Reliefs der persischen Ahnen des Königs Antiochos zeigen ebenfalls einen Kandys.